# Groene Jager
Groene Jager (Frans: Vert Chasseur) is een wijk in de Belgische gemeente Ukkel in het Brussels Hoofdstedelijk Gewest. Het is een residentiële wijk in het noordoosten van de gemeente.

## Geschiedenis

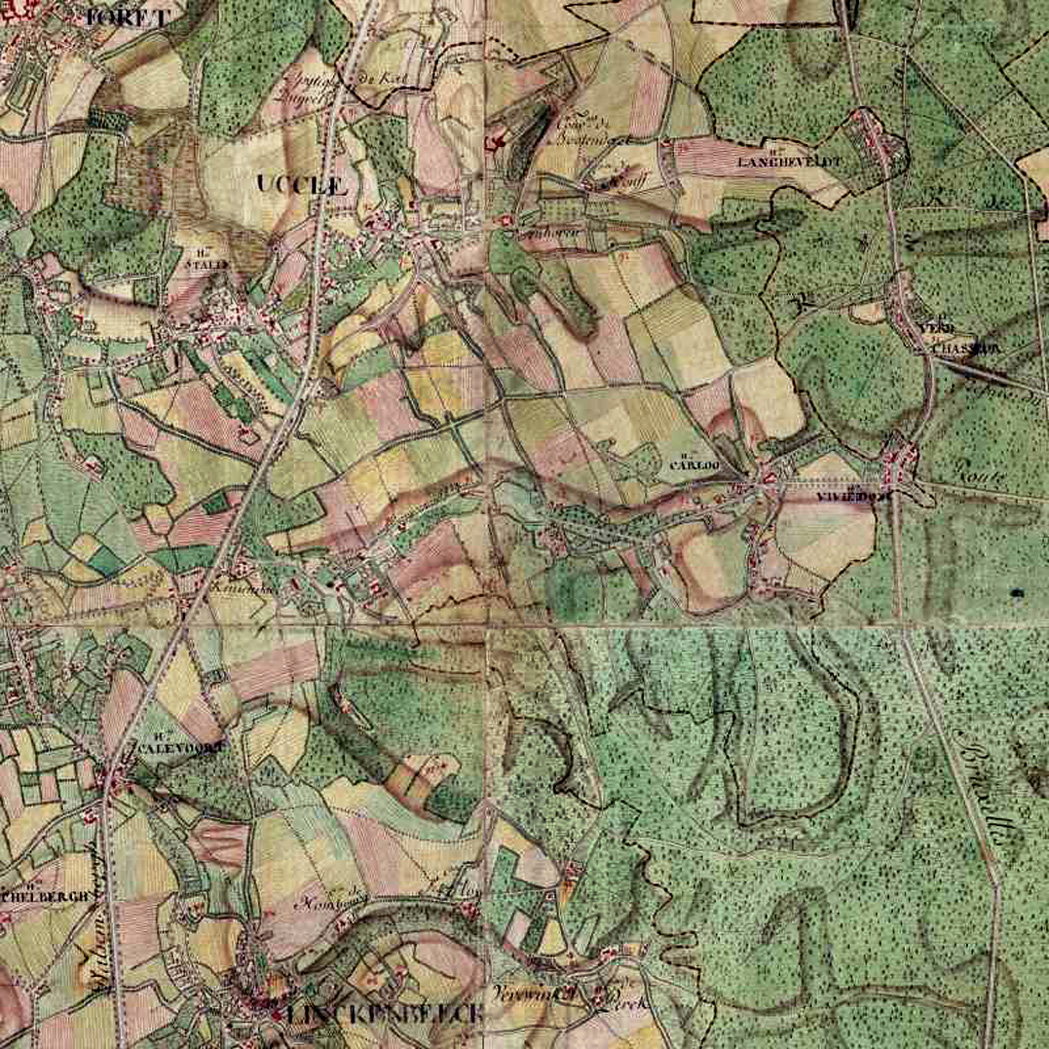
Ukkel op de Ferrariskaart met in het noordoosten "Verd Chasseur"

De plaats lag aan de rand van het Zoniënwoud in de heerlijkheid Carloo en zou genoemd zijn naar een herberg en afspanning. Op de Ferrariskaart uit de jaren 1770 staat de plaats aangeduid als het gehucht Verd Chasseur ter hoogte van de splitsing van de steenweg van Brussel richting Waterloo en Terhulpen. Ten noorden lag langs deze weg het gehucht Langeveld, ten zuiden Diesdelle.

## Verkeer en vervoer
Ten oosten loopt de Waterloosesteenweg (N5), een zuidelijke uitvalsweg uit Brussel.
Bascule · Brugmann · Carloo/Sint-Job · Churchill · De Kat · Diesdelle · Dieweg · Engeland · Fort Jaco · Globe · Groene Jager · Groeselenberg · Homborch · Horzel · Kauwberg · Kalevoet · Keienbempt · Kriekenput · Neerstalle · Langeveld · Merlo · Moensberg · Stalle · Verrewinkel · Vossegat · Wolvenberg · Wolvendaal · Zeecrabbe